# Palazzo della Camera di commercio (Messina)
Il palazzo della Camera di commercio è stato un palazzo nella città di Messina, andato distrutto nel terremoto del 1908.

## Profilo e storia dell'architettura
Costruzione tardo ottocentesca (1880-1887), è stato edificato sopra l'area già della chiesa e convento dei padri crociferi su progetto di Giacomo Fiore, Giuseppe Managò e Giuseppe La Bruto.
Il palazzo ha un prospetto a pietre bugnate ed è ornato da colonne doriche al piano terra e joniche al primo piano. All'interno è una corte, con portici su due piani, ricoperta da tettoia a vetri per le riunioni degli agenti, vi sono contenute pregevoli operi di pittori. All'ingresso del palazzo quattro statue in ghisa.
Il palazzo fu danneggiato dal terremoto del 1908 e successivamente abbattuto poiché la sua area era destinata dal nuovo piano regolatore del 1911 al nuovo municipio.